# Джміль блідоволосковий
Джміль блідоволосковий (лат. Bombus consobrinus) — вид джмелів, виявлений в Угорщині, північній Скандинавії, Казахстані, Росії (Сахалін, Сибір), Китаї (Хебей, Ляонін), Північній та Південній Кореї і Японії . В Україні трапляється в Сумській області.

## Короткий опис імаго
Великий джміль, груди та передня частина черевця забарвлені в помаранчевий колір, за якими йде чорна смуга. Кінчик черевця сірого кольору.

## Поведінкові особливості
Цей джміль, подібно до джмеля Герштеккера, майже повністю живиться на квітах Aconitum.